# Baratili San Pietro
Baratili San Pietro ist eine italienische Gemeinde in der Provinz Oristano in der Region Sardinien mit 1210 Einwohnern (Stand 31. Dezember 2023). Sie liegt 12 km nördlich der Provinzhauptstadt Oristano und 108 km nordwestlich von Cagliari.
Ihre Nachbargemeinden sind Narbolia, Oristano, Riola Sardo, San Vero Milis, Zeddiani und Nurachi.

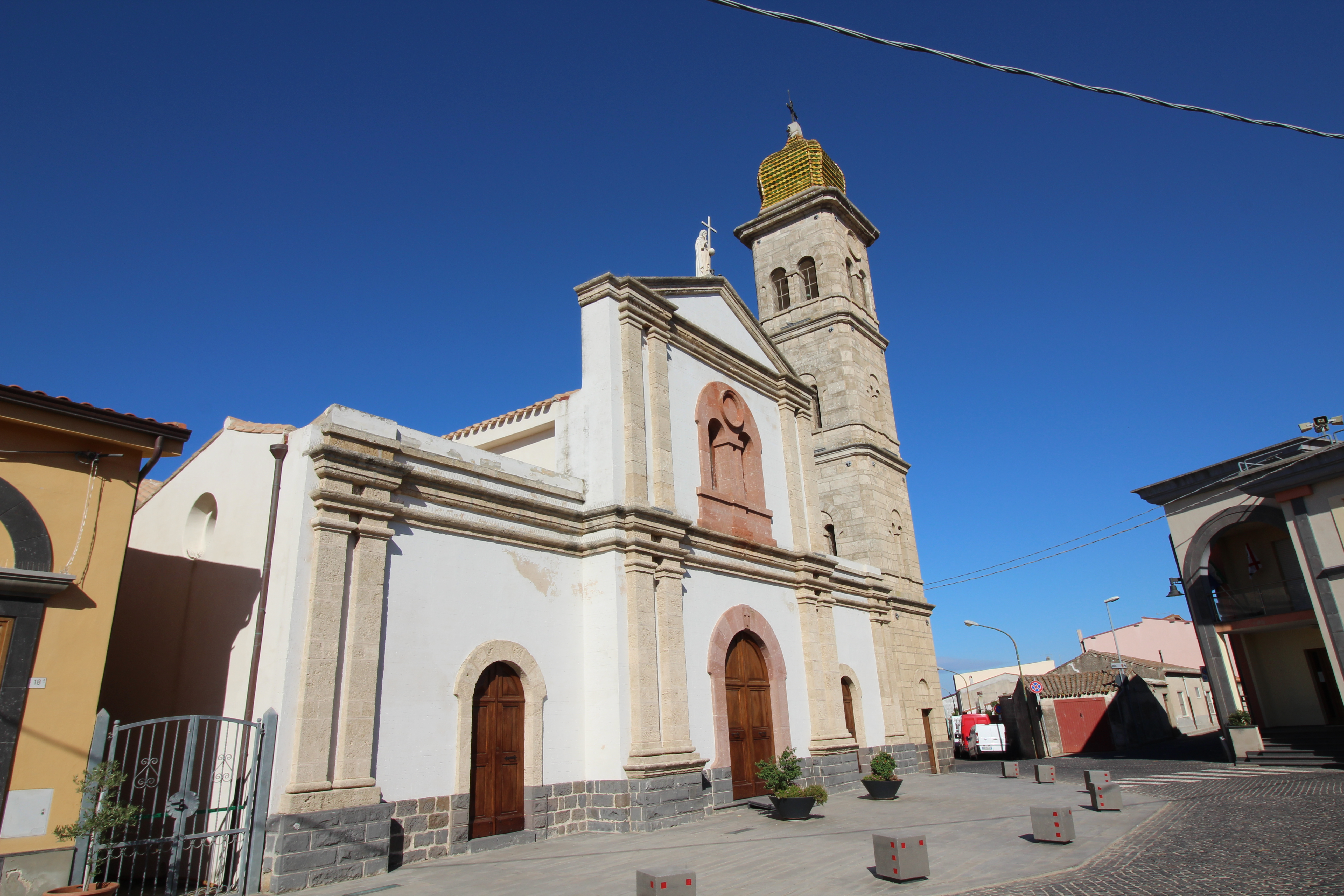
Chiesa di San Pietro Baratili

## Gastronomie
In Baratili wird jeweils im August die sagra della vernaccia (Fest des Vernaccia) gefeiert. Der Vernaccia ist ein Dessertwein, der aus den Trauben der gleichnamigen Rebe gekeltert und nach jahrelanger Lagerung mit Branntwein angereichert wird. Aus der Traube wird in Baratili außerdem ein Tresterschnaps mit der Bezeichnung Acquavite di Vinaccia bzw. Filu ’e ferru destilliert, der mindestens 40 Volumenprozent Alkohol hat.